# Kula Aquila u Pučišćima
Kula Aquila nalazi se u Pučišćima na otoku Braču, na adresi Obala Tripuna Bokanića 1.

## Opis
Krajem 15. stoljeća obitelj Aquilla podigla je kulu uz more na sjevernoj strani luke Pučišća. Kvadratna dvokatna kula ima skarpu u podnožju odijeljenu oblim vijencem od ravnog zida. Na sjevernoj strani je ulaz na katu s ostacima mehanizma za spuštanje vrata, a nad njim je grb obitelji s orlom koji drži zmiju. Na plaštu zida su sačuvane puškarnice i otvori odušaka, a na gornjem dijelu je niz trostrukih konzola koje su nosile obrambeni zidić.

## Zaštita
Pod oznakom Z-3825 zavedena je kao nepokretno kulturno dobro - pojedinačno, pravna statusa zaštićena kulturnog dobra, klasificirano kao "javne građevine".